# Rhaebo lynchi
Espèce
Synonymes
- Bufo lynchi (Mueses-Cisneros, 2007)

Statut de conservation UICN

 DD  : Données insuffisantes
Rhaebo lynchi est une espèce d'amphibiens de la famille des Bufonidae.

## Répartition
Cette espèce est endémique du département d'Antioquia en Colombie. Elle se rencontre à la frontière des municipalités de Caicedo et d'Urrao à 2 585 m d'altitude dans la cordillère Occidentale.

## Étymologie
Cette espèce est nommée en l'honneur de John Douglas Lynch.

## Publication originale
- Mueses-Cisneros, 2007 : A new species of Rhaebo (Anura: Bufonidae) from the Cordillera Occidental of Colombia. Zootaxa, no 1662, p. 53-59.